# Окницький район
Окницький район або Окніца (рум. Ocniţa) — район у північній Молдові. Адміністративний центр — Окниця.
На півночі та північному заході межує з Чернівецькою, на північному сході — з Вінницькою областями України, на півдні та південному сході — з Дондушенським районом. На захід і південний захід від Окницького району розташовані Бричанський і Єдинецький райони відповідно.
Національний склад населення згідно з Переписом населення Молдови 2004  та 2014 років:
| етнічна група     | 2004           | 2004      | 2014           | 2014      |
| етнічна група     | кількість осіб | Частка, % | кількість осіб | Частка, % |
| ----------------- | -------------- | --------- | -------------- | --------- |
| молдовани/румуни  | 32 595         | 57,68     | 29 656         | 62,53     |
| українці          | 17 351         | 30,70     | 11 883         | 25,06     |
| цигани            | 3 417          | 6,05      | 3 213          | 6,77      |
| росіяни           | 2 764          | 4,89      | 2 024          | 4,27      |
| ґаґаузи           | 79             | 0,14      | 43             | 0,09      |
| болгари           | 60             | 0,11      | 47             | 0,10      |
| поляки            | 43             | 0,08      | ...            | ...       |
| євреї             | 14             | 0,03      | ...            | ...       |
| інші / не вказали | 187            | 0,33      | 559            | 1,18      |
| Всього            | 56 510         | 100       | 47 425         | 100       |

Повсякденна мова мешканців району (2014):
| Мови                 | кількість осіб | Частка, % |
| -------------------- | -------------- | --------- |
| молдовська/румунська | 26 696         | 56,29     |
| українська           | 8 504          | 17,93     |
| російська            | 8 271          | 17,44     |
| циганська            | 3 018          | 6,36      |
| інші                 | 56             | 0,12      |
| не вказали           | 880            | 1,86      |
| всього               | 47 425         | 100       |

## Цікаві місця
- Водно-болотне угіддя міжнародного значення Унгурь-Голошниця
- Цікаві місця Атак
- Каларашовський монастир
- Біля багатьох сіл району (Бирладень, Каларашовка, Ліпнік та ін.) проводилися археологічні розкопки. Були знайдені кургани, городища, стоянки давніх людей.